# Giornata storica
Giornata storica è il secondo album in studio del duo musicale italiano Paola & Chiara, pubblicato nel 1998 dalla Columbia Records.

## Descrizione
Come riportato sul libretto del CD, l'album è dedicato alla memoria delle vittime della strage di Omagh, nell'Irlanda del Nord, avvenuta nell'agosto 1998 ed è stato pubblicato nell'autunno di quell'anno. Nel disco, di impronta rock, sono evidenti le influenze della musica anglosassone, in particolar modo quella irlandese, con l’uso di arrangiamenti che si appoggiano anche su strumenti non tipici della tradizione pop.
In termini di vendite, il disco non ha raggiunto il successo sperato, con 35 000 copie vendute in Italia. Da esso sono stati estratti i singoli Colpo di fulmine, Non puoi dire di no (che ottenne un ottimo successo radiofonico) e Nina.

## Tracce
Testi e musiche di Paola e Chiara Iezzi.
1. Non può essere che – 3:33
2. Siamo noi – 3:53
3. Non puoi dire di no – 3:05
4. Ma', pa' – 3:33
5. Le favole – 3:07
6. Giornata storica – 3:40
7. Colpo di fulmine – 2:50
8. Nina – 3:45
9. Sogni ad occhi aperti – 5:23
10. Elena fragola – 3:03
11. Meglio così – 3:29
12. Cosa vuoi – 3:31
13. Soldati – 4:15

## Formazione
- Paola Iezzi – voce
- Chiara Iezzi – voce
- Michele Monestiroli – tastiera, programmazione
- Massimo Luca – chitarra
- Phil Palmer – chitarra
- Jacopo Corso – chitarra
- Aurelio De Santis – chitarra
- Alessandro Branca – basso, violoncello, sitar
- Raffaello Pavesi – batteria

## Classifiche
Nell'ottobre 2023 l'album debutta nella classifica italiana dei vinili alla posizione numero 9.